# Preluca Veche, Maramureș
Preluca Veche este un sat în comuna Copalnic-Mănăștur din județul Maramureș, Transilvania, România.

## Istoric
Prima atestare documentară: 1603 (pagus Praelukafalva). 

## Etimologie
Etimologia numelui localității: Din Preluca (< subst. prelucă „rariște, poiană mică înconjurată de dealuri, pe valea unei ape" < ucr. preluka < ucr. luka „pajiște, luncă") + determinantul Veche (< adj. vechi, veche „care există de mult timp" < lat. pop. veclus, vecla = vet(u)lus). 

## Demografie
La recensământul din 2011, populația era de 396 locuitori. 

## Monument istoric
- Biserica „Sf. Nicolae” (1750).